# Policijska uprava Koper
Policijska uprava Koper je policijska uprava slovenske policije s sedežem na Ulici 15. maja 16 (Koper). Trenutni (2019) direktor uprave je Igor Ciperle.

## Zgodovina
Policijska uprava je bila ustanovljena 27. februarja 1999, ko je pričel veljati Odlok o ustanovitvi, območju in sedežu policijskih uprav v Republiki Sloveniji.

## Organizacija

### Splošne postaje
Pod policijsko upravo Koper spada 7 policijskih postaj, in sicer:
- Policijska postaja Koper
- Policijska postaja Izola
- Policijska postaja Kozina
- Policijska postaja Piran
- Policijska postaja Sežana
  - Policijska pisarna Divača
  - Policijska pisarna Komen
- Policijska postaja Postojna (pripojena leta 2011[2])
- Policijska postaja Ilirska Bistrica (pripojena leta 2011[2])
  - Policijska pisarna Pivka (pripojena leta 2011[2])
  - Policijska pisarna Podgrad (pripojena leta 2011[2])
  - Policijska pisarna Stari trg pri Ložu (pripojena leta 2011[2])

### Mejna policija
- Postaja mejne policije Fernetiči
- Postaja mejne policije Jelšane (pripojena leta 2011[2])
- Postaja mejne policije Sečovlje
- Postaja mejne policije Sočerga
- Postaja mejne policije Starod (pripojena leta 2011[2])

### Posebne postaje
- Policijska postaja za izravnalne ukrepe Koper
- Postaja pomorske policije Koper
- Postaja prometne policije Koper